# Doraemon
Doraemon (ドラえもん), ursprungligen en japansk tecknad manga, först utgiven 1970 av Hiroshi Fujimoto, handlar om en robotkatt från framtiden som rest bakåt i tiden för att hjälpa den unge Nobita Nobi. Ur fickan som Doraemon har på sin mage kan han ta fram alla slags märkliga uppfinningar, som är till hjälp då Nobita har något problem. (Den late Nobita bryr sig inte om att försöka lösa sina problem på egen hand.) Till skillnad från normen i serier och tecknad film vet alla om vem Doraemon är, och Nobita försöker inte dölja sin robotväns existens för omvärlden. Utöver mangan har Doraemon dessutom blivit en tecknad TV-serie och ett antal filmer och tv-spel.
Det finns totalt 45 volymer av Doraemon-mangan och dessa hade sammanlagt sålt i över 80 000 000 exemplar 1992. 

## Etymologi
Namnet "Doraemon" kan översättas till ungefär "hemlöst barn". Detta skrivs vanligen  "Doraemon" (ドラえもん?) som är en blandning av ljudskrifterna katakana (ドラ) och hiragana (えもん). Dora är från "dora neko" (どら猫) "hemlös katt", som i sin tur är ett slarvigt uttalat nora (hemlös). Emon är en del av ett manligt förnamn, såsom Monzaemon, som inte längre är lika populärt som förr. Dora kan också betyda gong, och till följd av ljudlikheten sägs seriens Doraemon favoriträtt vara dorayaki.

## Karaktärer
Nobita Nobi är en modern Oblomov, en liten kille som är oduglig, inte får bra skolresultat och helst vill sova. Han ber ständigt Doraemon om hjälp, så fort något problem uppstår, som till exempel att han blir mobbad av Gian.
Tamako Nobi Nobitas mamma. En hemmafru som ofta skäller på Nobita för att han inte sköter sig, vilket den indolente Nobita ger henne många goda skäl till.
Nobisuke Nobi Nobitas pappa, som är mer gladlynt än sin fru. Han jobbar som avlönad tjänsteman, en sarariiman.
Shizuka Minamoto En snäll och skötsam flicka. Nobita är kär i henne, men hon ger inte intryck av att besvara känslorna.
Suneo Honekawa Suneo är en rikemansson som alltid skryter med sina fina, dyra ägodelar och använder dem i sina försök att vinna Shizukas gunst. Han är Nobitas rival, och älskar att retas med honom. Väldigt ofta bjuder han till exempel hem Shizuka och Gian för att göra något roligt, men låter bli att bjuda Nobita på pin kiv.
Takeshi Goda, eller Gian En storväxt, otrevlig mobbare som Nobita är rädd för. Gian har fått sitt smeknamn från det engelska ordet "giant" som betyder "jätte". Det enda Gian är rädd för är sin mamma, poliser, och andra människor som han inte kan mobba.